# Mario Tennis (jeu vidéo, 2000)
Mario Tennis, connu au Japon sous le nom de Mario Tennis 64 (マリオテニス64, Mario Tenisu Rokujūyon), est un jeu vidéo de tennis sur Nintendo 64 se déroulant dans l'univers Mario. Le jeu est adapté sur Game Boy Color fin novembre 2000 au Japon sous le nom, Mario Tennis GB, puis début 2001 dans le reste du monde.

## Personnages jouables
Mario Tennis marque la première apparition de Waluigi. Daisy réapparaît après neuf ans d'absence est devient jouable pour la première fois. Dans la version Nintendo 64, 16 personnages sont jouables, et dans le portage sur Gameboy Color, il y en a 9. Chaque personnage est réparti dans une catégorie.
Personnages de la version Nintendo 64 :
- Mario (complet)
- Luigi (complet)
- Peach (technique)
- Daisy (technique)
- Toad (technique)
- Yoshi (vitesse)
- Bowser (puissance)
- Wario (puissance)
- Donkey Kong (puissance)
- Paratroopa (ruse)
- Boo (ruse)
- Waluigi (technique)
- Birdo (vitesse)
- Bébé Mario (vitesse)
- Maskass (technique)
- Donkey Kong Jr. (puissance)

Personnages de la version Gameboy Color :
- Mario (complet)
- Luigi (complet)
- Peach (technique)
- Bowser (puissance)
- Yoshi (vitesse)
- Donkey Kong (puissance)
- Wario (puissance)
- Waluigi (technique)
- Bébé Mario (vitesse)

A noter que Yoshi, Wario, Waluigi et Bowser sont disponibles uniquement en utilisant le Transfer Pak.

## Accueil

### Version GBC
Gamekult lui accorde la note de 6/10, regrettant le nombre trop faible de coups disponibles mais remarquant quand même que « le jeu reste un des meilleurs représentants du genre sur Game Boy ». Jeuxvideo.com lui donne la note de 17/20, saluant « un gameplay particulièrement bien pensé et un aspect RPG qui procure une durée de vie presque illimitée au soft ». Le magazine Joypad accord à Mario Tennis un 10/10 pour son « incroyable profondeur de jeu ».